# Warren megye (Virginia)
Warren megye az Amerikai Egyesült Államokban, azon belül Virginia államban található. Megyeszékhelye és legnagyobb városa Front Royal. Lakosainak száma 40 727 fő (2020. április 1.). Warren megye Frederick, Clarke, Rappahannock, Shenandoah, Fauquier és Page megyékkel határos.

## Népesség
A megye népességének változása:
| Lakosok száma | 37 516 | 37 687 | 38 037 | 38 699 | 39 083 | 40 727 |
|               | 2010   | 2011   | 2012   | 2013   | 2015   | 2020   |